# Harry Woolf

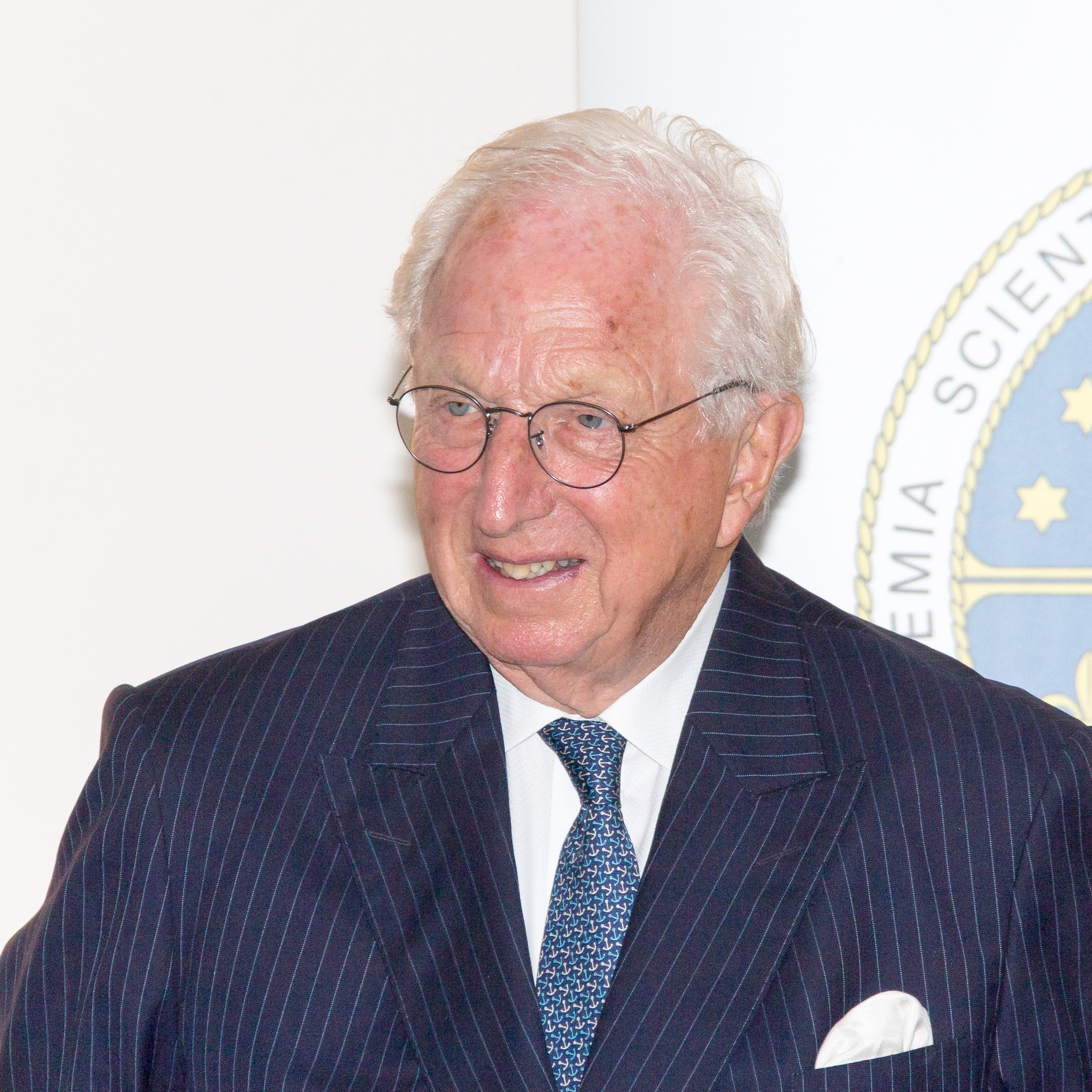
Harry Woolf, 2015

Harry Kenneth Woolf, Baron Woolf, CH, PC, FBA (* 2. Mai 1933 in Newcastle) war vom 6. Juni 2000 bis zum 1. Oktober 2005 der amtierende Lord Chief Justice of England and Wales. Nachfolger in seinem Amt ist Baron Phillips of Worth Matravers. Die Verfassungsreform machte ihn zum ersten Lord Chief Justice, der gleichzeitig Präsident des Courts of England and Wales ist, und somit der höchste Richter, an Stelle des Lordkanzlers.

## Leben und Karriere
Als Sohn eines Baumeisters und Architekten besuchte Woolf das Fettes College in Edinburgh und studierte Recht an der Universität London. Er wurde 1954 Barrister und 1979 Richter am High Court, 1992 wurde er Lordrichter, vom 4. Juni 1996 bis zum 6. Juni 2000 war er Master of the Rolls. Am gleichen Tag folgte er Baron Bingham of Cornhill als Lord Chief Justice nach. 1992 wurde er gemäß dem Appellate Jurisdiction Act 1876 als Baron Woolf, of Barnes in the London Borough of Richmond, in den nicht erblichen Adelsstand auf Lebenszeit (Life Peer) erhoben. Er sitzt im House of Lords als Crossbencher. 2015 wurde er Mitglied im Order of the Companions of Honour. Im Jahr 2000 wurde er zum Ehrenmitglied der British Academy gewählt.

## Amtsführung
Woolf nahm bei seiner Arbeit kein Blatt vor den Mund. 2004 sprach er sich in einer Rede an der Universität Cambridge gegen die britische Verfassungsreform 2005 aus, wodurch ein Oberster Gerichtshof des Vereinigten Königreichs an Stelle des House of Lords als höchstes Berufungsgericht installiert wird, womit streng genommen der Lordkanzler und die Regierung zukünftige Verfassungsreformen beschließen können.
Woolf war Vorsitzender des Ausschusses zur Reformierung des Zivilrechts und entfernte viele der lateinischen Bezeichnungen aus dem englischen Recht, um es einfacher und zugänglicher zu machen. Die englische Zivilprozessordnung von 1998 ist ein direktes Ergebnis seines Werkes.
Woolf zählt zu den Unterstützern einer britischen Gefängnisreform.